# MVV in het seizoen 1956/57
Het seizoen 1956/1957 was het derde jaar in het bestaan van de Maastrichtse betaaldvoetbalclub MVV. De club kwam uit in de Eredivisie en eindigde daarin op de vierde plaats. Tevens deed de club mee aan het toernooi om de KNVB Beker, hierin werd in de tweede ronde verloren van Rapid JC (0–2).

## Wedstrijdstatistieken

### Eredivisie
|       | Ajax  | Amsterdam | BVV   | DOS   | Eindhoven | Elinkwijk | Sportclub Enschede | Feijenoord | Fortuna '54 | GVAV  | NAC   | NOAD  | PSV   | Rapid JC | Sparta | VVV   | Willem II |
| ----- | ----- | --------- | ----- | ----- | --------- | --------- | ------------------ | ---------- | ----------- | ----- | ----- | ----- | ----- | -------- | ------ | ----- | --------- |
| Thuis | 1 – 1 | 2 – 0     | 3 – 0 | 2 – 5 | 3 – 0     | 2 – 0     | 0 – 0              | 0 – 0      | 1 – 0       | 2 – 0 | 1 – 3 | 3 – 0 | 5 – 0 | 2 – 0    | 3 – 2  | 1 – 0 | 0 – 0     |
| Uit   | 2 – 0 | 3 – 0     | 2 – 0 | 1 – 2 | 0 – 3     | 0 – 0     | 7 – 2              | 2 – 2      | 1 – 1       | 0 – 0 | 2 – 1 | 0 – 0 | 1 – 3 | 1 – 1    | 3 – 2  | 1 – 3 | 5 – 2     |

### KNVB Beker
| 1e ronde                                           | MVV                                                                                                 | 7 – 1 (4 – 0) | RKVVL                                |
| 19 augustus 1956 Plaats: Maastricht De Boschpoort  | Toon Couwenbergh 1' Frans Rutten 12', 35', –' Jeu van Bun 65' (pen.) Gerrie Reijnders Albert Ummels |               | 51' Sjerke Pluymaeckers              |
| 2e ronde                                           | MVV                                                                                                 | 0 – 2 (0 – 2) | Rapid JC                             |
| 16 september 1956 Plaats: Maastricht De Boschpoort | |               | 10' Hub Bisschops 17' Noud van Melis |

## Statistieken MVV 1956/1957

### Eindstand MVV in de Nederlandse Eredivisie 1956 / 1957
| Stand | Gespeeld | Gewonnen | Gelijk | Verloren | Punten | Doelpunten voor | Doelpunten tegen |
| ----- | -------- | -------- | ------ | -------- | ------ | --------------- | ---------------- |
| 4e    | 34       | 15       | 10     | 9        | 40     | 53              | 42               |

### Topscorers
| #                 | Naam               | Goal |
| ----------------- | ------------------ | ---- |
| 1.                | Frans Rutten       | 18   |
| 2.                | André Vroemen      | 7    |
| 3.                | Chris Coenen       | 5    |
| 3.                | Albert Ummels      | 5    |
| 5.                | Toon Couwenbergh   | 4    |
| 5.                | Jo Toennaer        | 4    |
| 7.                | Fons van Wissen    | 3    |
| 8.                | Jeu van Bun        | 2    |
| 8.                | Piet van Dijk      | 2    |
| 10.               | Georg Hecht        | 1    |
| 10.               | Harrie Verdonschot | 1    |
| Onbekend doelpunt |                    |      |
| –                 | Onbekend           | 1    |
| Totaal            | Totaal             | 53   |

| #      | Naam             | Goal |
| ------ | ---------------- | ---- |
| 1.     | Frans Rutten     | 3    |
| 2.     | Jeu van Bun      | 1    |
| 2.     | Toon Couwenbergh | 1    |
| 2.     | Gerrie Reijnders | 1    |
| 2.     | Albert Ummels    | 1    |
| Totaal | Totaal           | 7    |

## Voetnoten
Ajax ·
Amsterdam ·
BVV ·
DOS ·
Eindhoven ·
Elinkwijk ·
Sportclub Enschede ·
Feijenoord ·
Fortuna '54 ·
GVAV ·
MVV ·
NAC ·
NOAD ·
PSV ·
Rapid JC ·
Sparta ·
VVV ·
Willem II